# Verédy Károly
Verédy Károly (Pest, 1845. augusztus 1. – Budapest, 1906. július 4.) kilépett piarista szerzetes, filozófiai doktor, pedagógus, királyi tanácsos és tanfelügyelő.

## Élete
Szülővárosában a kegyesrendiek gimnáziumába járt. 1859-ben belépett a Piarista szerzetesrendbe, 1863-ban azonban kilépett a rendből. 1865 és 1868 között a tanári pályára készült a Budapesti Egyetemen. 
Már piarista korában foglalkozott a neveléstudománnyal, és mint gyakorlati nevelő megtanulta a pedagogiai elvek fontosságát. Roder Alajos tanárának ajánlására Eötvös József miniszter lehetővé tette, hogy Berlinben pedagogiai tanulmányait folytathassa. Innét ellátogatott Lipcsébe, ahol a Ziller professzor vezetése alatt álló egyetemi pedagogiai szemináriumba lépett; tanított a gyakorlóiskolában és 1871. augusztus 29-én Planmässige Erziehung című értekezése alapján megnyerte a bölcseletdoktori oklevelet. Amikor hazajött, 1871 őszén Iglón állami tanítóképzőintézetet létesített és oda tanárnak ki is nevezték. 1872. október 1-jén Modorba nevezték ki képzőintézeti igazgatóvá; négy év alatti ott működése alatt szervezte a könyvtárt, a köztartást, az intézeti gyakorló kertet új alapra fektette, a gyakorló iskolát újjászervezte és zenei előadásokkal felolvasásokat rendezett. 
1872. november 30-án az első tantestületi gyűlés Pozsonyban megtartatván, Verédy ebben az ülésben bemutatta az általa szerkesztett alapszabályokat, amelyek elfogadtattak. Neki köszöni alapítását a pozsony-megyei tanítótestület segélyegylete. 1876. július 26-án abaúj-tornamegyei tanfelügyelőnek nevezték ki. Kineveztetésekor 42 olyan iskolát vett át, amelyben magyar nyelvet nem tanítottak, 1882 óta már ilyen iskola nem létezett. 1887-ben királyi tanácsosi címet kapott. Még ugyanebben az évben átvette a fővárosi királyi tanfelügyelőséget. 
Amellett, hogy az ország legtöbb s legkülönfélébb népoktatási intézetei fölött vette a felügyeletet, nagy munkásságot fejtett ki a tanítói állás társadalmi és anyagi emelése érdekében. A Tanítók Otthonának elnöke volt, a Tanítók Takarék-Szövetkezetét, a Tanítók Turista-Egyesületét és a Nyomorék Gyermekek Otthonát megalakította. A III. osztályú vaskoronarend lovagja is volt. Meghalt 1906-ban Budapesten, nem sokkal a 61. születésnapja előtt.

## Művei

### Folyóiratcikkek
Cikkei a pozsonymegyei tanítótestület Évkönyvében (1875. Segélyző egylet, A tanterv elmélete); munkatársa volt a Remellay-féle Ifjúsági Lapnak, a Honnak, Pesti Naplónak (melynek tanügyi rovatát 1882–83-ban szerkesztette), Nemzetnek (1887. 296. sz. Olvasókönyveink a nevelő oktatás szolgálatában); a pozsonyi és kassai lapokba szorgalmasan irogatott; nagyobb cikket közölt még tőle a Néptanítók Lapja (XII. évf. Polgári iskoláink és az iparműhelyek); a M. Tanügy, és más lapoknak. A Pallas Nagy Lexikonában a pedagogiai cikket írta. Szerkesztette a Pozsony-megyei Tanítótestület Évkönyvét 1875 (Pozsony, 1875, Arányi Antallal) és a Paedagogiai Encyclopaediát (Bpest, 1886).

### Önállóan megjelent művei
- Kézi munka tanítása népiskoláinkban. Kassa, 1876
- Herbart emlékezete. Kassa, 1876
- Az abauj- és tordamegyei tankerület népoktatásának 1879. évi állapota. Kassa, 1880
- Népiskoláink fölszerelése és a tanszermúzeumok. 63 ábrával. Budapest, 1882
- Tornavármegye népoktatásnak állapota 1868–1882. Kassa, 1883
- Zichy Antal emlékezete. Budapest, 1901
- A nyomorék gyermekek iskoláztatásáról. Budapest, 1904 (különny. a M. Paedagogiából)